# Menotti Del Picchia
Compléments
Académie brésilienne des lettres
Paulo Menotti Del Picchia, né le 20 mars 1892 à São Paulo et mort le 23 août 1988  à São Paulo, est un poète, romancier, dramaturge, essayiste, journaliste, chroniqueur, notaire, avocat, homme politique et peintre brésilien.

## Œuvres
Seule sa grande œuvre de science-fiction, A republica 3000, semble avoir été traduite en français, sous le titre transparent La République 3000 par Manoel Gahisto. 

### Poésie
- Poemas do vício e da virtude (1913)
- Moisés (1917);
- Juca Mulato (1917)
- Máscaras (1919)
- A angústia de D. João (1922)
- Chuva de pedra (1925)
- O amor de Dulcineia (1926)
- República dos Estados Unidos do Brasil (1928)
- Jesus, tragédia sacra (1958)
- Poesias, seleção (1958)
- O Deus sem rosto (1968)

### Roman
- Lama e argila (1920)
- Laís (1921)
- Dente de Ouro (1923)
- O crime daquela noite (1924)
- A república 3000 (1930) - intitulé par la suite  A filha do Inca (1949). Paru en francais: La République 3.000. ( Les belles aventures-Editions Albin Michel, traduit du Portugais par Manoel Gahisto 1950 ).
- A tormenta (1932)
- O árbitro (1958)
- Kalum, o mistério do sertão (1936)
- Kummunká (1938)
- Salomé (1940)

### Récits, chroniques et nouvelles
- O pão de Moloch (1921)
- A mulher que pecou (1922)
- O nariz de Cleópatra (1922)
- Toda nua (s.d.)
- A outra perna do Saci (1926)
- O despertar de São Paulo
- Episódios dos séculos XVI e XX na Terra Bandeirante)

### Littérature jeunesse
- No país das formigas
- Viagens de Pé-de-Moleque e João Peralta
- Novas aventuras de Pé-de-Moleque e João Peralta

### Essais
- A crise da democracia
- A crise brasileira: soluções nacionais (1935)
- A revolução paulista (1932)
- Pelo amor do Brasil, discursos parlamentares
- O governo Júlio Prestes e o ensino primário
- O Curupira e o Carão
- O momento literário brasileiro
- Sob o signo de Polymnia, discursos
- A longa viagem, memórias, 2 vols. (1970-1972)

### Théâtre
- Suprema conquista (1921)
- Jesus; Máscaras
- A fronteira.

### Œuvres complètes
- A Noite, 10 vols.
- Obras de Menotti del Picchia, Livraria Martins Editora, 14 vols.
- Entardecer, antologia de prosa e verso (1978).